# Хоэс-Кройц
Хоэс-Кройц (нем. Hohes Kreuz) — община в Германии, в земле Тюрингия. 
Входит в состав района Айхсфельд. Подчиняется управлению Лайнеталь.  Население составляет 1388 человек (на 31 декабря 2010 года). Занимает площадь 17,96 км².
Коммуна подразделяется на 4 сельских округа.